# Russaniwka (Romny)
Russaniwka (ukrainisch Русанівка, russisch Русановка Russanowka) ist ein Dorf in der ukrainischen Oblast Sumy mit etwa 930 Einwohnern (2009).

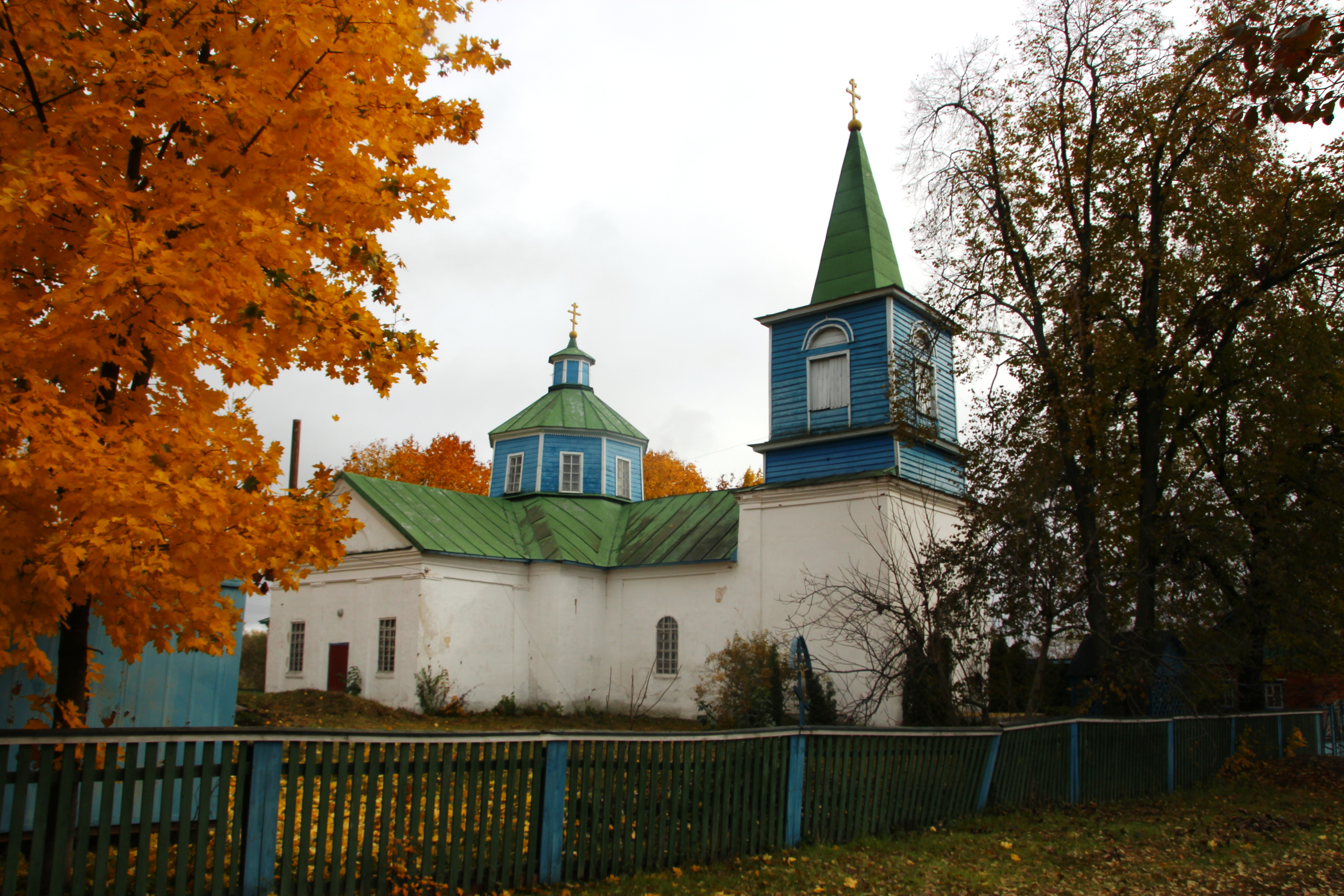
Kirche im Ort

Das in der zweiten Hälfte des 17. Jahrhunderts in der Sloboda-Ukraine gegründete Dorf liegt auf 115 m Höhe am Ufer des Chorol, einem rechten Nebenfluss des Psel.
Die Ortschaft befindet sich 11 km südwestlich vom ehemaligen Rajonzentrum Lypowa Dolyna und etwa 115 km südwestlich vom Oblastzentrum Sumy.
Am 5. März 2019 wurde das Dorf ein Teil der neugegründeten Siedlungsgemeinde Lypowa Dolyna, bis dahin bildete es die gleichnamige Landratsgemeinde Russaniwka (Русанівська сільська рада/Russaniwska silska rada) im Südwesten des Rajons Lypowa Dolyna.
Am 17. Juli 2020 kam es im Zuge einer großen Rajonsreform zum Anschluss des Rajonsgebietes an den Rajon Romny.

## Söhne und Töchter der Ortschaft
- Leonid Nowytschenko (1914–1996), Literaturkritiker und  Philologe